# Genevilla
Genevilla es una villa y un municipio español de la Comunidad Foral de Navarra, situado en la Merindad de Estella, en la comarca de Estella Occidental, y a 80 km de la capital de la comunidad, Pamplona. Su población en 2024 era de 68 habitantes (INE). 

## Símbolos
El escudo de armas de la villa de Genevilla tiene el siguiente blasón:

Trae de gules y una paloma de plata posada de perfil. surmontada de una creciente ranversada, también de plata.

 Así aparece en las vidrieras del Palacio de Navarra.

## Geografía
La localidad de Genevilla se encuentra situada en la parte occidental de la Comunidad Foral de Navarra. Su término municipal tiene una superficie de 8,64 km² y limita al norte y este con el municipio Santa Cruz de Campezo en la provincia de Álava (País Vasco), al sur con el de Aguilar de Codés (Navarra) y al oeste con los de Cabredo (Navarra) y Bernedo (Álava).

## Demografía
Genevilla cuenta con una población de 68 habitantes (INE 2024).
| Gráfica de evolución demográfica de Genevilla entre 1842 y 2021                                                     |
| |
| Población de derecho según los censos de población del INE Población de hecho según los censos de población del INE |

## Economía
El concepto de deuda viva contempla solo las deudas con cajas y bancos relativas a créditos financieros, valores de renta fija y préstamos o créditos transferidos a terceros, excluyéndose, por tanto, la deuda comercial.
| Gráfica de evolución de la deuda viva del ayuntamiento entre 2008 y 2014                             |
| |
| Deuda viva del ayuntamiento en miles de Euros según datos del Ministerio de Hacienda y Ad. Públicas. |

La deuda viva municipal por habitante en 2014 ascendía a 473,68 €.

## Administración y política
La administración política se realiza desde 1979 a través de un Ayuntamiento de gestión democrática cuyos componentes se eligen cada cuatro años por sufragio universal. El censo electoral está compuesto por todos los residentes empadronados en ella mayores de 18 años con nacionalidad española y de los otros países miembros de la Unión Europea. Según lo dispuesto en la Ley del Régimen Electoral General, que establece el número de concejales elegibles en función de la población del municipio, la Corporación Municipal está formada por 3 concejales. La sede del consistorio está emplazada en la calle Mediodía, 3.
En las elecciones municipales de 2011, Unión del Pueblo Navarro (UPN) consiguió 2 concejales mientras que Nafarroa Bai (Na-bai) un concejal.
| Partido político               | 2011    | 2011       |
| Partido político               | Votos % | Concejales |
| Unión del Pueblo Navarro (UPN) | 59,09%  | 2          |
| Nafarroa Bai (NaBai)           | 34,85   | 1          |

| Periodo   | Nombre                          | Partido                     |
| --------- | ------------------------------- | --------------------------- |
| 1995-1999 | José Ramón Pérez del Notario    | Asociación Virgen de Loreto |
| 1999-2003 | José Ramón Pérez del Notario    | Asociación Virgen De Loreto |
| 2003-2007 | Félix Antia                     | UPN                         |
| 2007-2011 | José Ramón Pérez del Notario    | Avalado (UPN)               |
| 2011-2015 | Esteban Echagoyen Arriaga       | UPN                         |
| 2015-2019 | Alberto Arriaga Ruiz de Infante | A.I.E.E.                    |

## Patrimonio
La iglesia parroquial de San Esteban, fue construida en el año 1200 y modificada en el siglo XVI adquiriendo elementos arquitectónicos propios del gótico-renacentista. Hay que destacar su retablo mayor considerado, junto con el de Lapoblación, como una de las obras maestras de Navarra en estilo manierista. El retablo fue ejecutado entre 1549 y 1563, debiéndose la traza arquitectónica a Martín Gumet. De la obra escultórica se encargaron el entallador guipuzcoano Andrés de Araoz, maestro del taller que se encargó de la contratación de la obra en 1549, y el imaginero flamenco Arnao de Bruselas. Muy posterior es el dorado y policromado, del que se encargaron entre 1763 y 1770 Santos de Corres Foronda y Francisco de Acedo.